# Gajapathinagaram
Gajapathinagaram es una ciudad censal situada en el distrito de Vizianagaram en el estado de Andhra Pradesh (India). Su población es de 5687 habitantes (2011). Se encuentra a 24 km de Vizianagaram .

## Demografía
Según el censo de 2011 la población de Gajapathinagaram era de 5687 habitantes, de los cuales 2847 eran hombres y 2840 eran mujeres. Gajapathinagaram tiene una tasa media de alfabetización del 73,38%, superior a la media estatal del 67,02%: la alfabetización masculina es del 80,96%, y la alfabetización femenina del 65,90%.